# Compoziție suprematistă (pictură)
 Compoziție suprematistă (dreptunghi albastru peste bară roșie)  este o pictură a pictorului suprematist rus Kazimir Malevici din perioada sa cubo-futuristă. Cunoscut ca pionier al artei abstracte geometrice, pictura reprezintă o constelație de forme geometrice și culori repartizate spațial cu austeritate maximă.

## Istoricul posesiunii
Pictura a fost realizată în 1916 și a rămas în posesia artistului până în iulie 1927. Malevici a expus lucrarea sa la expoziția germană Grosse Berliner Kunstausstellung din Berlin, din 1927, dar artistul plastic trebuia să plece curând în Uniunea Sovietică. Pictura a fost dată în grija arhitectului german Hugo Häring (precum fusese și lucrarea Alb pe alb), fără a fi fost vândută acestuia, care însă a vândut-o (ilegal) muzeului Stedelijk Museum din Amsterdam.A rămas acolo, ca parte a colecțiilor muzeului pentru următorii 50 de ani, fiind expusă în varii expoziții, mai ales în Europa. 
După o bătălie legală lungă, care a durat 17 ani, pictura a revenit masei testamentare a urmașilor lui Malevici. Câteva luni mai târziu, în noiembrie 2008, urmașii lui Malevici au vândut pictura la una din licitațiile firmei Sotheby's pentru suma de $60 milioane familiei Nahmad. . Peste 10 ani, în 2018, pictura a fost revândută la casa de licitații Christie's cu suma de $85.8 de milioane unui vânzător de artă, Brett Gorvy. . Astfel, pictura a devenit cea mai scumpă piesă de artă rusească vreodată vândută..

## A se vedea
- Listă a celor mai scumpe picturi
- Suprematism
- Supremus